# Чине
Чине́ (тур. Çine) — город и район сельского типа ила Айдын в Турции, западнее хребта Мадранбаба, юго-восточнее Айдына, на правом берегу реки Чинечай, левого притока реки Большой Мендерес. Население 49 760 человек по данным 2018 года.
На территории района находился античный город Алабанда. Чине входил в бейлик Ментеше (1261—1424).

## Население города Чине
| Год  | Население, человек |
| ---- | ------------------ |
| 1990 | 15 201             |
| 2000 | 17 867             |
| 2007 | 20 211             |
| 2008 | 20 277             |
| 2009 | 20 343             |